# Le Ninja blanc
Série American Ninja
American Warrior
(1985) American Warrior 3
(1989)
Pour plus de détails, voir Fiche technique et Distribution.
Le Ninja blanc (titre original : American Ninja 2: The Confrontation) est un film américain réalisé par Sam Firstenberg, sorti en 1987. Il fait suite à American Warrior (American Ninja) sorti en 1985.

## Synopsis
Joe sauvera une fille Alicia Sanbord, qui n'est autre que la fille du Professeur Sanbord. Joe, non seulement devra affronter la horde sauvage de ninja de Burke afin de libérer les hommes de Wild Bill, mais aussi Tojo Ken , l'assistant de Burke et un impitoyable maitre d'arts martiaux.

## Fiche technique
- Titre français : Le Ninja blanc
- Titre original : American Ninja 2: The Confrontation
- Réalisation : Sam Firstenberg
- Scénario : Gary Conway et James Booth
- Musique : George S. Clinton
- Photographie : Gideon Porath
- Montage : Michael J. Duthie
- Production : Yoram Globus et Menahem Golan
- Sociétés de production : Cannon Group et Golan-Globus Productions
- Société de distribution : Cannon Film Distributors
- Pays :  États-Unis
- Langue : Anglais
- Format : Couleur - 35 mm - 1.85:1 - Stéréo
- Genre : Film d'action
- Durée : 90 min
- Date de sortie : 22 juillet 1987 en  France

## Distribution
- Michael Dudikoff (VF : Yves-Marie Maurin) : Le sergent Joe Armstrong
- Steve James (VF : Mostéfa Stiti) : Le sergent Curtis Jackson
- Larry Poindexter : Le sergent Charlie McDonald
- Michelle Botes (VF : Marie-Christine Darah) : Alicia Sanborn
- Jeff Celentano : Le commandant « Wild Bill » Woodward (crédité Jeff Weston)
- Gary Conway (VF : Hervé Jolly) : Leo Burke dit « Le Lion »
- Mike Stone : Tojo Ken
- Dennis Folbigge (VF : Michel Gudin) : Le gouverneur Cloudsly Smith
- Elmo Fillis : Toto
- Bill Curry (VF : Georges Berthomieu) : L'inspecteur Singh
- Jonathan Piennar (VF : Marc François) : Tommy Taylor
- Len Sparrowhawk (VF : Jacques Dynam) : Le sergent Pat McCarthy
- Ralph Draper (VF : René Bériard) : Le professeur Sanborn
- Nick Nicholson (non crédité)

## Accueil
À l'instar des autres films de la série, le film est considéré comme un nanar et a fait l'objet d'une chronique sur Nanarland.